# Comté de Traverse
Le comté de Traverse est situé dans l’État du Minnesota, aux États-Unis. Il comptait 4 134 habitants en 2000. Son siège est Wheaton.